# Viola Liuzzo
Viola Gregg Liuzzo (11 de abril de 1925 – 25 de março de 1965) foi uma ativista unitária-universalista de direitos civis de Michigan, nos Estados Unidos.
Viola nasceu numa família pobre na cidade de California, Pensilvânia, filha de uma professora e de um minerador, ex militar. Ela passou boa parte da sua infância e adolescência no Tennessee e testemunhou os males da segregação racial nos Estados Unidos. Ela começou então a participar de grupos que lutavam pela igualdade, o que irritava seus pais. Alguns anos depois, se casou e começou a trabalhar mais tempo no seu ativismo.
Em março de 1965, Liuzzo, então uma dona de casa e mãe de cinco filhos, que já tinha um histórico de ativismo local, ouviu o chamado de Martin Luther King, Jr. e viajou de Detroit, Michigan, até Selma, Alabama para os grandes protestos em prol dos direitos civis dos afro-americanos. Liuzzo participou das chamadas Marchas de Selma a Montgomery e ajudou na coordenação e na logística. Logo depois, enquanto estava num carro com outros ativistas, ela foi baleada e morta por membros da Ku Klux Klan (KKK). Ela tinha 39 anos de idade.
Um dos quatro homens que estavam no carro efetuando os disparos contra Viola era Gary Thomas Rowe, que era informante do FBI. Rowe testemunhou contra os atiradores. O diretor do FBI, J. Edgar Hoover, iniciou uma campanha de difamação contra Liuzzo pela imprensa. Hoover insinuou para o presidente Lyndon Johnson que Liuzzo era viciada em drogas, que tinha relações sexuais com Leroy Moton, um ativista negro que também estava no carro durante o atentado, e depois chegou a falar que o marido de Viola estaria envolvido com crime organizado. Poucas pessoas acreditaram na campanha de Hoover já que ele não apresentava provas para muitas de suas insinuações.
Viola Liuzzo é hoje reconhecida e agraciada por lideranças e estudiosos dos movimentos de direitos civis nos Estados Unidos. Além de várias outras honras, o nome dela está hoje inscrito no Memorial de Direitos Civis em Montgomery, Alabama.